# 索蒙拉波特里
索蒙拉波特里（法語：Saumont-la-Poterie，法語發音：[somɔ̃ la pɔtʁi]）是法国滨海塞纳省的一个市镇，属于迪耶普区。

## 地理
索蒙拉波特里（49°34'41"N, 1°37'3"E）面积15.94 平方千米，位于法国诺曼底大区滨海塞纳省，该省份为法国北部沿海省份，其西部及北部濒大西洋英吉利海峡，东起顺时针与索姆省、瓦兹省、厄尔省和卡爾瓦多斯省接壤。
与索蒙拉波特里接壤的市镇（或旧市镇、城区）包括：拉贝利耶尔、欧塞、梅内尔瓦勒、梅桑格维尔、波姆勒、福尔日莱索。

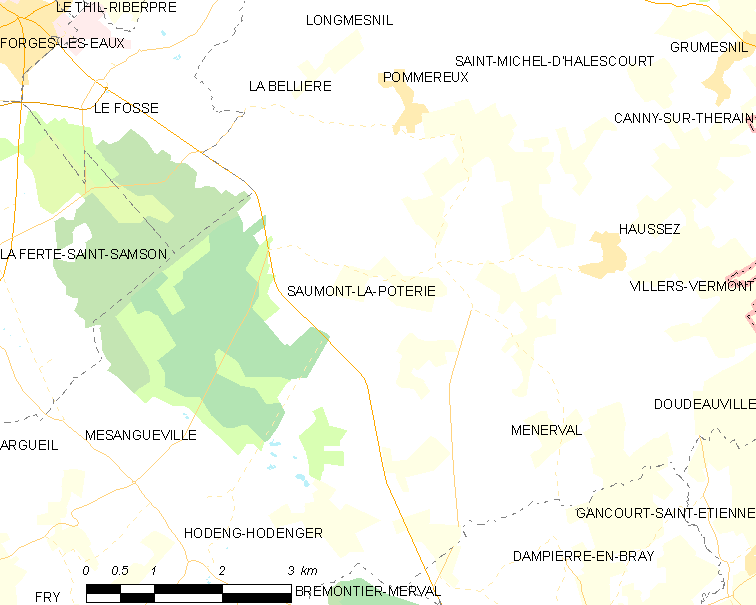
索蒙拉波特里的OSM定位图

索蒙拉波特里的时区为UTC+01:00、UTC+02:00（夏令时）。

## 行政
索蒙拉波特里的邮政编码为76440，INSEE市镇编码为76666。

## 政治
索蒙拉波特里所属的省级选区为布赖地区古尔奈县。

## 人口

1962-2008年间索蒙拉波特里人口变化图示

索蒙拉波特里于2022年1月1日时的人口数量为413人。